# Parathalestris dovi
Parathalestris dovi är en kräftdjursart som beskrevs av Ernst Marcus 1966. Parathalestris dovi ingår i släktet Parathalestris och familjen Thalestridae. Inga underarter finns listade i Catalogue of Life.